# Nordsee-Minensperre

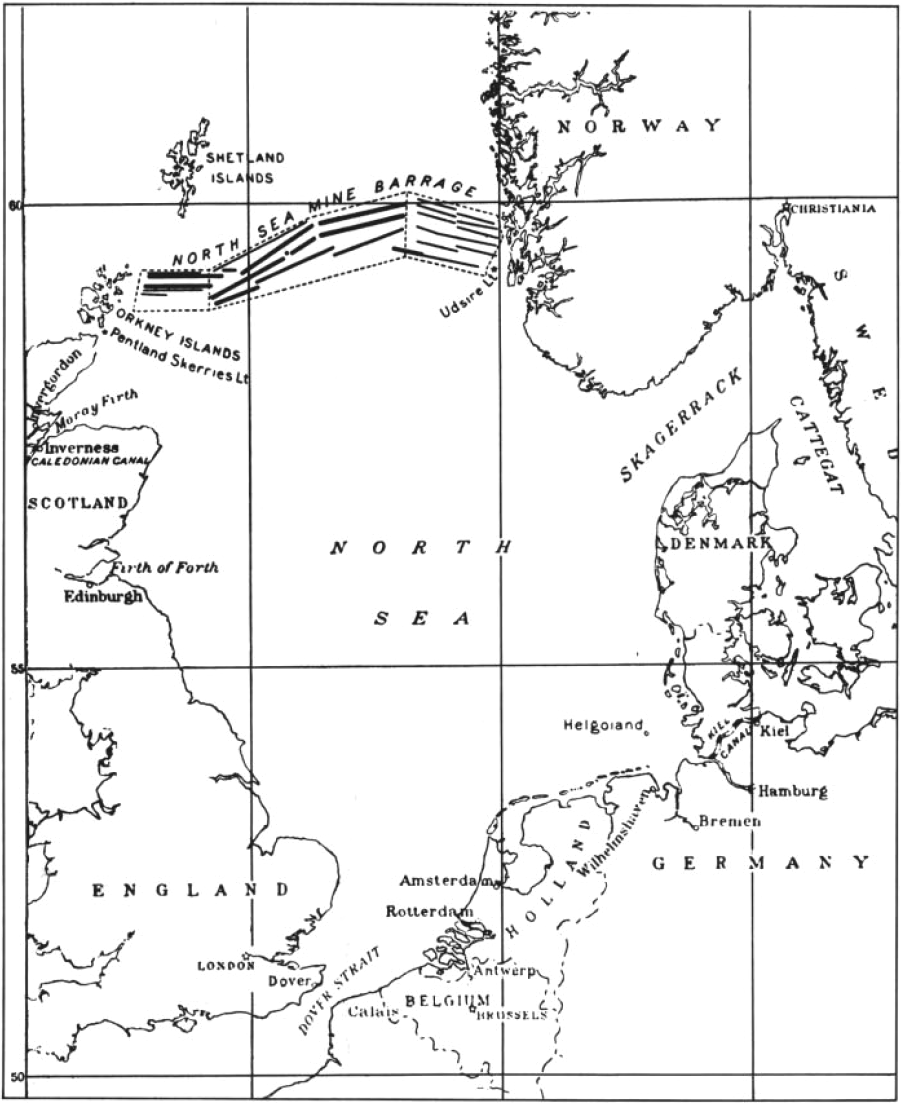
Die Nordsee-Minensperre

Die Nordsee-Minensperre (engl. North Sea Mine Barrage) war ein großes Minenfeld, das während des Ersten Weltkrieges von östlich der Orkney-Inseln bis nach Norwegen von der United States Navy (unterstützt von der britischen Royal Navy) gelegt wurde. Zweck dieser Minensperre war, die Seewege von Deutschland in Richtung Nordatlantik für deutsche U-Boote zu sperren. Insgesamt 70.177 Minen wurden bis Ende des Krieges ausgebracht. Der britische Admiral Lewis Clinton-Baker, Befehlshaber der Minenlegeverbände der Royal Navy, bezeichnete nach dem Ersten Weltkrieg die Nordsee-Minensperre als die größte Minenlegeoperation in der Weltgeschichte. Im Zweiten Weltkrieg wurden noch größere Minenfelder gelegt.
Pläne für eine solche Sperre bestanden schon länger, es waren aber weder genug Minen alten Typs mit Kontaktzünder vorhanden (von denen man für die rund 250 Seemeilen zwischen Schottland und Norwegen den Bedarf auf 400.000 schätzte), noch waren genug Schiffe als Minenleger verfügbar, da sie stattdessen für Konvoischutz benötigt wurden. 1917 wurde in den USA ein neuer Typ von Minen mit elektrischem Zündmechanismus entwickelt: Kupferdrähte dehnten sich von der Mine aus und lösten bei Kontakt mit einem U-Boot die Detonation aus. Die ursprüngliche Idee kam von dem amerikanischen Erfinder Ralph Browne, der sie beim Naval Ordnance Bureau als Teil einer Wasserbombe einreichte; der Leiter der Sektion Minen, Commander S.P. Fullinwider, erkannte aber das Potential für eine Seemine. Damit benötigte man nur noch 100.000 Minen, jeweils mit 150 kg TNT.
Der Vorschlag vom Juni 1917 wurde im November genehmigt und acht Monate später, im Juni 1918, begann das Minenlegen. Die Leitung hatte auf amerikanischer Seite, die die Hauptarbeit leistete, Admiral Joseph Strauss, und die Operationen auf See standen unter dem Kommando von Captain Reginald R. Belknap. Das Ausbringen der Minen (rund 1000 pro Tag) in der rauen Nordsee war gefährlich und verlangte große Präzision. Am Ende wurde die Sperre nicht ganz fertig: sie war 230 Seemeilen lang und 15 bis 35 Seemeilen breit, jeweils mit versetzten Reihen von Minen mit teilweise unregelmäßiger Anordnung. Die Abstände zwischen den einzelnen Minen waren etwa 60 m (die Druckwelle konnte ein U-Boot noch in 20 bis 30 m Abstand vernichten und die Minen mussten einen Mindestabstand voneinander haben, damit sie bei Detonation nicht auch die Nachbarminen detonieren ließen). Die Meerestiefe betrug dort 50 bis 150 Faden (im Mittel 80). Die Minen waren am Meeresboden verankert und mussten verschiedene Tiefen bis zur damaligen maximalen U-Boot Tauchtiefe von rund 100 m abdecken.
Der Sperre sollen von Mitte August bis Ende Oktober 1918 vier deutsche U-Boote sicher, zwei wahrscheinlich und zwei möglicherweise zum Opfer gefallen sein.
Die Sperre wurde zum größten Teil zwischen dem 1. April und dem 30. November 1919, der Rest dann 1920 von der Royal Navy und der United States Navy geräumt. Die Royal Navy setzte dazu insgesamt 421 kleine Schiffe mit 15.600 Mann Besatzung ein.